# Пештиго (Висконсин)
Пештиго (енгл. Peshtigo) град је у америчкој савезној држави Висконсин.

## Демографија
По попису из 2010. године број становника је 3.502, што је 145 (4,3%) становника више него 2000. године.
| Група             | 2000.         | 2010.         |
| Белци             | 3.271 (97,4%) | 3.360 (95,9%) |
| Афроамериканци    | 4 (0,1%)      | 4 (0,1%)      |
| Азијати           | 19 (0,6%)     | 41 (1,2%)     |
| Хиспаноамериканци | 25 (0,7%)     | 41 (1,2%)     |
| Укупно            | 3.357         | 3.502         |